# Championnats du monde de cyclo-cross 2007
Navigation
Édition précédente Édition suivante
Les championnats du monde de cyclo-cross 2007 ont lieu les 27 et 28 janvier 2007 à Hooglede-Gits, en Belgique.

## Podiums

### Hommes
| Épreuves        | Or              | Argent            | Bronze         |
| --------------- | --------------- | ----------------- | -------------- |
| Élites          | Erwin Vervecken | Jonathan Page     | Enrico Franzoi |
| Moins de 23 ans | Lars Boom       | Niels Albert      | Romain Villa   |
| Juniors         | Joeri Adams     | Daniel Summerhill | Jiří Polnický  |

### Femmes
| Épreuves | Or                | Argent            | Bronze             |
| -------- | ----------------- | ----------------- | ------------------ |
| Élites   | Maryline Salvetat | Katherine Compton | Laurence Leboucher |

## Classement des élites

### Hommes
| Pos.                               | Cycliste               | Temps           |
| ---------------------------------- | ---------------------- | --------------- |
| Médaille d'or, Coupe du Monde      | Erwin Vervecken        | 1 h 05 min 35 s |
| Médaille d'argent, Coupe du Monde  | Jonathan Page          | +3 s            |
| Médaille de bronze, Coupe du Monde | Enrico Franzoi         | +16 s           |
| 4.                                 | Bart Wellens           | +25 s           |
| 5.                                 | Kevin Pauwels          | +32 s           |
| 6.                                 | Richard Groenendaal    | +35 s           |
| 7.                                 | Gerben de Knegt        | + 1 min 12 s    |
| 8.                                 | John Gadret            | + 1 min 26 s    |
| 9.                                 | Christian Heule        | + 1 min 35 s    |
| 10.                                | Thijs Al               | + 1 min 40 s    |
| 11.                                | Sven Nys               | + 2 min 04 s    |
| 12.                                | Sven Vanthourenhout    | + 2 min 22 s    |
| 13.                                | Marco Aurelio Fontana  | + 2 min 46 s    |
| 14.                                | Maarten Nijland        | + 2 min 57 s    |
| 15.                                | Klaas Vantornout       | + 2 min 57 s    |
| 16.                                | David Derepas          | + 3 min 02 s    |
| 17.                                | José Antonio Hermida   | + 3 min 04 s    |
| 18.                                | Lukas Flückiger        | + 3 min 25 s    |
| 19.                                | Arnaud Labbe           | + 3 min 27 s    |
| 20.                                | Marek Cichosz          | + 3 min 31 s    |
| 21.                                | Simon Zahner           | + 3 min 43 s    |
| 22.                                | Maroš Kováč            | + 3 min 54 s    |
| 23.                                | Ryan Trebon            | + 3 min 59 s    |
| 24.                                | Petr Dlask             | + 4 min 05 s    |
| 25.                                | Bart Aernouts          | + 4 min 22 s    |
| 26.                                | Alessandro Fontana     | + 4 min 34 s    |
| 27.                                | Robert Glajza          | + 4 min 46 s    |
| 28.                                | Rene Birkenfeld        | + 4 min 56 s    |
| 29.                                | Steve Chainel          | + 5 min 42 s    |
| 30.                                | Milan Barenyi          | + 5 min 49 s    |
| 31.                                | Davide Frattini        | + 6 min 01 s    |
| 32.                                | Joachim Parbo          | + 6 min 16 s    |
| 33.                                | Unai Yus               | + 6 min 33 s    |
| 34.                                | Philip Dixon           | + 6 min 39 s    |
| 35.                                | Keiiti Tsujiura        | + 6 min 47 s    |
| 36.                                | Marco Bianco           | + 6 min 51 s    |
| 37.                                | Rob Jebb               | + 7 min 19 s    |
| 38.                                | Gusty Bausch           | + 7 min 29 s    |
| 39.                                | Kashi Leuchs           | + 7 min 34 s    |
| 40.                                | Wilant van Gils        | + 7 min 41 s    |
| 41.                                | Isaac Suarez Fernandez | + 7 min 58 s    |
| 42.                                | Frederick Ericsson     | + 8 min 16 s    |
| 43.                                | Erik Tonkin            | + 8 min 25 s    |
| 44.                                | Vaclaf Metlicka        | + 8 min 36 s    |
| 45.                                | Mariusz Gil            | + 9 min 06 s    |
| 46.                                | Dariusz Gil            | + 1 tour        |

### Femmes
| Pos.                               | Cycliste                 | Temps        |
| ---------------------------------- | ------------------------ | ------------ |
| Médaille d'or, Coupe du Monde      | Maryline Salvetat        | 42 min 57 s  |
| Médaille d'argent, Coupe du Monde  | Katie Compton            | +01 s        |
| Médaille de bronze, Coupe du Monde | Laurence Leboucher       | +09 s        |
| 4.                                 | Daphny van den Brand     | +31 s        |
| 5.                                 | Hanka Kupfernagel        | +41 s        |
| 6.                                 | Christel Ferrier-Bruneau | +43 s        |
| 7.                                 | Marianne Vos             | + 1 min 12 s |
| 8.                                 | Birgit Hollmann          | + 1 min 33 s |
| 9.                                 | Helen Wyman              | + 2 min 26 s |
| 10.                                | Linda van Rijen          | + 2 min 42 s |
| 11.                                | Rhonda Mazza             | + 2 min 49 s |
| 12.                                | Loes Sels                | + 3 min 01 s |
| 13.                                | Susanne Juranek          | + 3 min 17 s |
| 14.                                | Reza Hormes-Ravenstijn   | + 3 min 27 s |
| 15.                                | Kerry Barnholt           | + 3 min 36 s |
| 16.                                | Nadia Triquet            | + 3 min 46 s |
| 17.                                | Stephanie Pohl           | + 3 min 56 s |
| 18.                                | Sanne Cant               | + 4 min 11 s |
| 19.                                | Vania Rossi              | + 4 min 14 s |
| 20.                                | Loes Gunnewijk           | + 4 min 14 s |

## Classement moins de 23 ans
| Pos.                               | Cycliste              | Temps        |
| ---------------------------------- | --------------------- | ------------ |
| Médaille d'or, Coupe du Monde      | Lars Boom             | 53 min 53 s  |
| Médaille d'argent, Coupe du Monde  | Niels Albert          | + 1 min 22 s |
| Médaille de bronze, Coupe du Monde | Romain Villa          | + 1 min 44 s |
| 4.                                 | Zdeněk Štybar         | + 2 min 29 s |
| 5.                                 | Philipp Walsleben     | + 2 min 49 s |
| 6.                                 | Lukáš Klouček         | + 2 min 56 s |
| 7.                                 | Jonathan Lopez        | + 3 min 04 s |
| 8.                                 | Rob Peeters           | + 3 min 10 s |
| 9.                                 | Rafael Visinelli      | + 3 min 22 s |
| 10.                                | Ricardo van der Velde | + 3 min 25 s |
| 11.                                | Finn Heitmann         | + 3 min 37 s |
| 12.                                | Aurélien Duval        | + 3 min 39 s |
| 13.                                | Róbert Gavenda        | + 4 min 23 s |
| 14.                                | Eddy van IJzendoorn   | + 4 min 45 s |
| 15.                                | Tom Van Den Bosch     | + 4 min 55 s |
| 16.                                | Ian Field             | + 5 min 02 s |
| 17.                                | Quentin Bertholet     | + 5 min 07 s |
| 18.                                | František Klouček     | + 5 min 11 s |
| 19.                                | Davide Malacarne      | + 5 min 19 s |
| 20.                                | Thijs van Amerongen   | + 5 min 25 s |

## Classement juniors
| Pos.                               | Cycliste             | Temps        |
| ---------------------------------- | -------------------- | ------------ |
| Médaille d'or, Coupe du Monde      | Joeri Adams          | 41 min 18 s  |
| Médaille d'argent, Coupe du Monde  | Daniel Summerhill    | +0 s         |
| Médaille de bronze, Coupe du Monde | Jiří Polnický        | +1 s         |
| 4.                                 | Ramon Sinkeldam      | +2 s         |
| 5.                                 | Ole Quast            | +11 s        |
| 6.                                 | Arnaud Jouffroy      | +32 s        |
| 7.                                 | Allessandro Calderan | +44 s        |
| 8.                                 | Rob van der Velde    | +58 s        |
| 9.                                 | Marek Konwa          | + 1 min 06 s |
| 10.                                | Peter Sagan          | + 1 min 10 s |
| 11.                                | Elia Silvestri       | + 1 min 11 s |
| 12.                                | Kevin Eeckhout       | + 1 min 16 s |
| 13.                                | Jonathan McEvoy      | + 1 min 28 s |
| 14.                                | Marcel Meisen        | + 1 min 35 s |
| 15.                                | Matthieu Boulo       | + 1 min 42 s |
| 16.                                | Filip Adel           | + 1 min 45 s |
| 17.                                | Vincent Baestaens    | + 1 min 56 s |
| 18.                                | Stef Boden           | + 2 min 04 s |
| 19.                                | Lubomír Petruš       | + 2 min 19 s |
| 20.                                | Thomas Girard        | + 2 min 27 s |

## Tableau des médailles
| Rang | Nation     | Or | Argent | Bronze | Total |
| ---- | ---------- | -- | ------ | ------ | ----- |
| 1    | Belgique   | 2  | 1      | 0      | 3     |
| 2    | France     | 1  | 0      | 2      | 3     |
| 3    | Pays-Bas   | 1  | 0      | 0      | 1     |
| 4    | États-Unis | 0  | 3      | 0      | 3     |
| 5    | Tchéquie   | 0  | 0      | 1      | 1     |
| 5    | Italie     | 0  | 0      | 1      | 1     |